# Alex Howes
Alex Howes nascido a 1 de janeiro de 1988 em Golden, Colorado, é um ciclista profissional estadounidense que atualmente corre para a equipa ProTeam EF Education First Pro Cycling Team.
Seus máximos lauros são ter sido campeão dos Estados Unidos em estrada em categoria sub-23 e terceiro em categoria elite.

## Biografia
Alentado pelo seu pai, começou a praticar ciclismo onde em princípio alternou a estrada com o ciclocross. Em 2004 foi 2º no campeonato estadounidense em estrada e 3º em ciclocross. Os bons resultados levaram a que Jonathan Vaughters o contratara para a equipa 5280-Subaru, formação de desenvolvimento juvenil da equipa TIAA-CREF, predecessor da Garmin.
Em 2007, estreiou como profissional quando a equipa TIAA-CREF deu o salto à categoria Profissional Continental passando a chamar Team Slipstream e Vaughters ascendeu desde o 5280 a corredores como Howes e Peter Stetina. A equipa começou a competir na Europa e Howes estreiou em carreiras como Châteauroux, o Tour de Limosino e sobretudo o Grande Prêmio de Plouay (carreira do UCI Pro Tour) onde teve uma destacada actuação formando a fuga do dia. A equipa tinha aspiração de chegar a disputar o Tour de France e o salto a uma categoria tão exigente a tão curta idade, decidiram a Vaughters a não o apressar e lhe procurar outra equipa para 2008. Assim foi que Howes ingressou em 2008 na equipa amador francês VC La Pomme Marseille.
Depois de um ano competindo na França regressou em 2009 quando Vaughters criou a sua propria equipa sub-23 de reserva, chamado Holowesko-Felt-Garmin. No final de julho coroou-se campeão dos Estados Unidos em estrada em categoria sub-23 e um mês foi 4º no Tour de Utah, onde ademais ganhou a 4.ª etapa com final na estação de esqui de Snowbird Lodge e foi o melhor ciclista jovem. No final da temporada de 2009, passou como stagiaire (aprendiz à prova) à formação principal, a Garmin-Slipstream e fez parte da equipa no Herald Sun Tour (Austrália).
Em setembro foi seleccionado pelos Estados Unidos para participar do campeonato do mundo sub-23 disputado em Mendrisio, abandonando a carreira em linha.
Depois do bilhete como aprendiz no Garmin, em 2010 regressou à equipa de formação e foi segundo no campeonato dos Estados Unidos em estrada em categoria sub-23 e participou de novo pela sua selecção no campeonato do mundo sub-23 em Geelong onde ficou 64º na prova em linha.
Em 2011, a equipa reserva do Garmin passou a ser de categoria continental com o nome de Chipotle Development Team, com o qual ampliou seu calendário correndo carreiras de maior categoria como o Tour de Langkawi e a Volta a Portugal, bem como o Tour de Beauce no Canadá, onde finalizou bem perto do pódio, na quarta colocação.
Em 2012, Jonathan Vaughters ascendeu principal equipa, chamado nesse então Garmin-Barracuda, assinando um contrato de dois anos. A princípio de temporada Howes foi uma das surpresas da equipa com um sexto posto na Flecha Brabanzona e poucos dias depois, na sua primeira Amstel Gold Race esteve escapado durante 200 quilómetros antes de que os favoritos lhe caçassem. O progresso de Howes viu-se interrompido em julho quando se fracturou a clavícula num treinamento. Em setembro foi um dos 9 seleccionados pela equipa nacional dos Estados Unidos face à carreira em linha dos campeonatos do mundo disputado em Valkenburg, onde finalizou em 64º posição.
Em 2013, depois de correr a Volta à Polónia onde finalizou 15º, participou na sua primeira grande volta quando fez parte da equipa na Volta a Espanha. Poucos dias depois novamente foi seleccionado por sua selecção para participar do campeonato mundial de Florencia. Numa carreira na que só chegaram 60 dos mais de 200 inscritos, Howes foi o melhor da equipa estadounidense localizando no posto 31º.
Em maio de 2014, no campeonato estadounidense em estrada finalizou na terceira posição.

## Palmarés
2014
- 3º em Campeonato dos Estados Unidos em Estrada
- 1 etapa do USA Pro Cycling Challenge

2016
- 2º em Campeonato dos Estados Unidos em Estrada

2017
- 2 etapas da Cascade Cycling Classic
- 1 etapa do Colorado Classic
- 1 etapa do Tour de Alberta

2019
- Campeonato dos Estados Unidos em Estrada

## Resultados nas Grandes Voltas e Campeonatos do Mundo
| Carreira           | 2007 | 2008 | 2009 | 2010 | 2011 | 2012 | 2013 | 2014 | 2015 | 2016 | 2017 | 2018 | 2019 |
| ------------------ | ---- | ---- | ---- | ---- | ---- | ---- | ---- | ---- | ---- | ---- | ---- | ---- | ---- |
| Giro d'Italia      | -    | -    | -    | -    | -    | -    | -    | -    | -    | -    | 136º | -    | -    |
| Tour de France     | -    | -    | -    | -    | -    | -    | -    | 127º | -    | 131º | -    | -    | -    |
| Volta a Espanha    | -    | -    | -    | -    | -    | -    | 93º  | -    | 129º | -    | -    | -    | -    |
| Mundial em Estrada | -    | -    | -    | -    | -    | 64º  | 31º  | 30º  | 12º  | -    | 53º  | -    | Ab.  |

-: não participa

Ab.: abandono

## Equipas
- Team Slipstream (2007)
- Garmin-Chipotle (2009)[18]
- Chipotle Development Team (2011)
- Garmin/Cannondale/EF (2012-)
  - Garmin-Barracuda (2012)[19]
  - Garmin Sharp (2012-2014)
  - Team Cannondale-Garmin (2015)
  - Cannondale Pro Cycling Team (2016)
  - Cannondale-Drapac Pro Cycling Team (2016-2017)
  - EF Education First-Drapac (2018)
  - EF Education First Pro Cycling Team (2019)